# Mollia cuspidata
Mollia cuspidata là một loài rêu trong họ Pottiaceae. Loài này được Braithw. mô tả khoa học đầu tiên năm 1885.